# ولادیمیر کیسلیوف
ولادیمیر کیسلیوف (روسی: Владимир Викторович Киселёв؛ زادهٔ ۱ ژانویهٔ ۱۹۵۷) پرتاب‌گر وزنه اهل اتحاد جماهیر شوروی سوسیالیستی است.
وی در مسابقات کشوری و بین‌المللی در مجموع برندهٔ ۱ مدال طلا شده‌است.